# Willi Bucher
Willi Bucher (* 18. Dezember 1948 in Bühl bei Günzburg) ist ein deutscher Künstler in den Bereichen Malerei, Zeichnung, Skulptur, Video und Installationen sowie Ausstellungsmacher.

## Leben
Willi Bucher wuchs in dem Dorf Bühl bei Günzburg an der Donau auf. Die Familie zeigte wenig Verständnis für seine künstlerischen Ambitionen und wurde von der Strenge des Vaters dominiert.

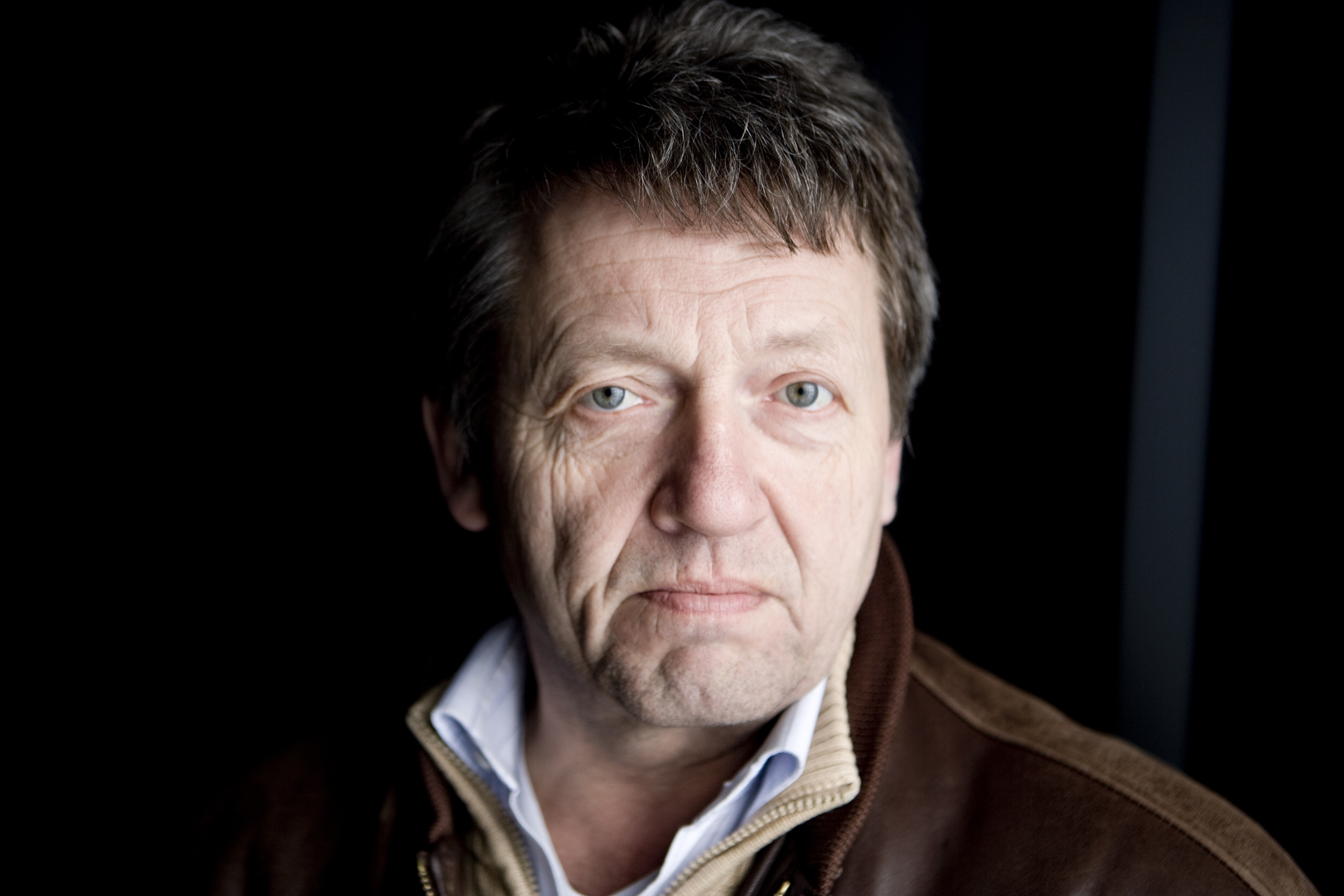
Willi Bucher

1970 begann er sein Studium für Grafikdesign an der Werkkunstschule Augsburg und schloss es als diplomierter Designer 1974 an der Hochschule Darmstadt ab. Im Anschluss daran studierte er bis 1977 an der Johann Wolfgang Goethe-Universität Frankfurt am Main Kunst und Sozialkunde auf Lehramt und legte sein Referendariat an der Melibokusschule in Alsbach ab. Die Zweite Staatsprüfung legte er 1978 ab.
Im Jahr 1980 wurde er freier Mitarbeiter beim Deutschen Werkbund und machte zusammen mit Michael Andritzky Ausstellungen. Bucher arrangierte mit ihm und vielen anderen Mitarbeitern Zeitthemen und verknüpfte ästhetische Erscheinungsformen in Ausstellungen und Katalogen „z. B. Stühle. Ein Streifzug durch die Kulturgeschichte des Sitzens“ oder „Schock und Schöpfung-Jugendästhetik im 20. Jahrhundert“.
Bucher malte nebenbei, sammelte Erfahrungen und trug ein Œuvre zusammen, das er 1987 erstmals im Kunsthaus Aab & Schelm in Darmstadt ausstellte. Als Quereinsteiger im Kunstbetrieb arbeitete Bucher 1999 und 2007 u. a. mit Ralf Kopp im Bereich Videokunst zusammen und entwickelte mit ihm die sog. „beboxx“. Hierbei verwendete Bucher Glasbausteine als Bildträger, einzeln, als Skulptur oder kombiniert zu ganzen Wänden. Alp Galleries aus New York präsentierte auf verschiedenen art fairs und in eigenen Ausstellungen Buchers Malerei und Video-Installationen. Bucher kreierte auch mobile Kunstobjekte, wie beispielsweise die Container-Installationen „Mea culpa“ und „Zivilisationsrest“, die (von Dezember 2009 bis Oktober 2011) in der Stiftung der Zeche Zollverein zu sehen waren.
Zum ersten Mal wurde die 3D-Installation der „Farb|Raum“ in einer schwarzen Box auf der art Karlsruhe 2011 von der Sara Asperger Gallery Berlin gezeigt. Das Malerische zieht sich jedoch durch die unterschiedlichen Medien bis hin zum 3D-Videoraum. Buchers Themen reichen von existentiellen und gesellschaftlichen Fragestellungen bis hin zu kunstimmanenten Diskursen. Bucher lebt und arbeitet zurzeit in Darmstadt.